# 胡戈·里曼
卡尔·威廉·尤里乌斯·胡戈·里曼（德語：Karl Wilhelm Julius Hugo Riemann；1849年7月18日—1919年7月10日）是德国音乐理论家和作曲家。

## 传记
里曼出生在德国施瓦茨堡-松德尔斯豪森上梅莱尔（今属图林根州）。
父亲罗伯特·里曼给了他音乐启蒙。他是地主、法警，且从当地保留下来的歌曲和合唱作品中来看，是一个活跃的音乐爱好者。胡戈·里曼的理论老师是松德尔斯豪森的唱诗班指挥亨里希·弗兰肯伯格。他跟随奥古斯特·巴泰尔和提奥多·拉岑伯格（后者曾是李斯特的学生）学习钢琴。
他在柏林和图宾根先后学习法律、哲学和历史。参加普法战争之后他决定一生钻研音乐，于是入读莱比锡音乐学院。随后他在比勒菲尔德做了几年教师和指挥，但1878年回到莱比锡在大学做访问教授（Privatdozent）。
他极力想得到莱比锡音乐学院的聘用，但没能实现。于是1880年他去了布罗姆堡，又在1881-1890年间担任汉堡音乐学院的钢琴和理论教师。在松德尔斯豪森的短暂停留后，他在威斯巴登音乐学院获得职位（1890-1895年）。1895年终于回到莱比锡大学做讲师。1901年他被提名教授，1914年升为音乐学院的院长。
在70岁生日前8天，他死于黄热病。

## 作品

### 著作
里曼是最有影响力的音乐理论家之一。他在出版物和讲座中发明的诸多术语当今仍在使用，如和声的功能理论（以及其中的主、属、下属和平行）。
此外，还有“乐句”，它作为当今音乐教育最基本的节拍和节奏的术语和理论，也是来源于里曼。
他最有名的著作有《音乐辞典》（1882年；1899年第5版；1893-1896年英译版），这是音乐和音乐家的完整辞典；研究和声学的《和声学手册》，以及类似的研究对位法的《对位法教程》，已全部有英译版。他拥护和声二元论（即负和声理论）。他的和声功能理论是和声学的基础，今天仍在德国等诸多欧洲大陆国家被讲授；经过前苏联音乐理论家斯波索宾的改进，形成了斯波索宾和声功能体系，后传入比利时及中国并沿用至今。他还发明了一套和声转换的方式，被美国理论家大卫·列文吸收，最终成为新里曼理论的重要一支。新里曼理论的另外一支——调性网络，虽不是里曼的发明，但很好地普及并传播了该理论。
他在音乐的多个分支领域都有著作。他的学生包括德国作曲家、钢琴家、管风琴家和指挥家马克斯·雷格；以及音乐学家、作曲家沃特·尼曼。

### 作曲
他有许多钢琴、歌曲作品，包括一首钢琴奏鸣曲、六首小奏鸣曲、一首小提琴奏鸣曲以及一首弦乐四重奏。